# Белен (Турция)
Вижте пояснителната страница за други значения на Белен.
Белен (на турски: Belen) е град и едноименна област във вилает Хатай в Турция. Население 28 339 жители от преброяването през 2000 г.

## География
Областта Белен включва малък едноименен град и няколко села, струпани по гористите склонове на Нурските планини. Беленският проход е главният планински път между Искендерун и Антакия (и по тази причина ключов път между Анадола и Близкия изток). Областта е известна с прохладния си чист въздух (особено в сравнение със знойните жеги на разположеното малко по-южно Средиземноморско крайбрежие) и с планинската си изворна вода.
Крайпътните ресторанти в прохода от дълго време са спирка за пътниците, сервирайки местни ястия от провинцията Хатай и особено „белен тава“ (пържено месо с домати, чесън, подправки и черен пипер).
Градът Белен сам по себе си представлява малък град с пощенска станция и други обществени сгради. Хората в Белен са консервативни; общината към началото на 2007 е управлявана от ислямистката партия АКП (Adalet ve Kalkınma Partisi).

## История
По-рано известен като „Maziku Bagras“ и „Bab-ı İskenderun“, Беленският проход е превзет от войниците на Османската империя през 1516 г. при битката при Мерсидабик. Османците поставят пазач на прохода, на главния път от Сирия за Анадола, и променят името му на Белен. През 1535 г., след посещение на Сюлейман Великолепни, са изградени укрепителна стена, хан, джамия и баня, а заедно с тях по склоновете на планината на заселени няколко семейства, отчасти играещи ролята на наблюдатели на прохода, заедно с военния гарнизон. Тази ранни произведения на Османската архитектура все още са запазени.
Градът се разраства, сдобивайки се с типичния османски микс от търговци и селяни – мюсюлмани и немюсюлмани. Пътешественикът от 16 век Евлия Джелеби описва суровия климат, тесните улици и горите по стръмните склонове на планината. Белен има ключова роля за отбраната на Османската империя по време на войните срещу нахлулата през 1827 г. Египетска армия. При опитите на египтяните да превземат прохода загиват 13 000 души. В крайна сметка те успяват, но при оттеглянето си от Анатолия са нападнати и разгромени от разбойници.
Заедно с останалата част от Хатай Белен става част от Турция през 1939 г.